# Autodesk Inventor
Autodesk Inventor ist eine auf Modellierungselementen aufbauende, parametrische 3D-CAD-Software, die von dem Unternehmen Autodesk entwickelt und vertrieben wird. „3D“ bedeutet, dass damit räumliche Modelle erzeugt werden. Dabei werden sämtliche Modellierschritte (Elemente) sowie alle zugehörigen Maße (Parameter) einzeln und zugeordnet gespeichert, das heißt: Modelle sind auch nachträglich durch Veränderung der Eingabewerte gezielt und kontrolliert beeinflussbar. Da dieses Prinzip auch für die Baugruppen gilt, können damit auch mechanische Bewegungsabläufe ohne weitere Hilfsmittel als Videosequenz dargestellt werden.
Die Erstellung der nötigen Zeichnungen von Einzelteilen und Baugruppen ist ein gesonderter Arbeitsschritt, bei dem die vorher erstellten 3D-Modelle lediglich in druckbarer Form dargestellt und mit ergänzenden Kommentaren versehen werden. Die Zeichnungen werden dabei assoziativ mit den Modellen verknüpft, das heißt: Bei allen Änderungen an den Modellen (3D) werden die Zeichnungen (2D) automatisch nachgeführt.
Autodesk-Inventor ist neu entwickelt und basiert nicht auf AutoCAD. Es wird in der Anwendung auch grundsätzlich anders gehandhabt.
Als Geometrie-Kern wird der Autodesk-eigene ShapeManager genutzt, der auch in anderen Autodesk-Anwendungen wie beispielsweise AutoCAD verwendet wird. ShapeManager wurde vom ACIS-Geometrie-Kern abgeleitet.

## Modelliermethoden

Animation bzw. Simulation eines Hexapods mit Inventor

Animation bzw. Simulation eines 4-Takt-Motors mit Inventor

Eine Modellierungsmethode besteht darin, sämtliche Einzelteile als eigene Teile zu modellieren. Dann fügt man sie in einer Baugruppe unter Zuhilfenahme sogenannter Abhängigkeiten zusammen. Abhängigkeiten können Flächen, Achsen, Punkte und Linien miteinander verknüpfen und somit Bewegung und Position zueinander einschränken oder fixieren. Ändert sich die Geometrie eines Teiles der Baugruppe, so ändern sich auch alle von diesem Teil abhängig gemachten Teile. Neben Position und Bewegung eines Bauteils kann dabei auch seine Geometrie von einem anderen Teil beeinflusst werden. Zudem ist es auch möglich, Bauteile direkt in einer Baugruppe zu modellieren.
Eine andere Methode, die Bauraum-Methode, geht zuerst von einer vereinfachten Grundform aus. Diese Grundform kann eine 2D-Skizze oder ein 3D-Modell sein, in das Platzhalter für die zu verbauenden Teile eingetragen sind. Aus der Grundform werden dann mittels Datenverknüpfung die einzelnen Bauteilmodelle passend herausgeschnitten oder aufmodelliert und mit den erforderlichen Details ergänzt. Man erhält so automatisch zueinander passende Bauteilmodelle, die als Abkömmlinge des gemeinsamen Mastermodells alle an diesem vorgenommenen Maßänderungen an ihren eigenen entsprechenden Stellen übernehmen.
Eine weitere Möglichkeit bietet die sogenannte Multi-Body-Modellierung. Hier werden in einem Entwurfs- oder auch Masterbauteil mehrere Volumenkörper innerhalb einer Bauteildatei (.ipt) erzeugt. Aus diesem Master-Bauteil lassen sich per Befehl Einzelteile oder komplette Baugruppen (.iam) ableiten, die wiederum mit dem Master-Bauteil assoziativ verbunden sind. Vorteil hierbei ist, dass sich parametrische Änderungen auf mehrere Volumenkörper auswirken und somit der Aktualisierungs bzw. Nachbearbeitungsaufwand im Vergleich zur Bottom-Up-Methodik erheblich reduziert.

## Einsatzgebiete
Autodesk Inventor wurde speziell für die mechanische Konstruktion konzipiert und findet insbesondere Verwendung in Maschinenbau, Werkzeugbau, Blechverarbeitung und Anlagenbau.
Das Paket besteht aus mehreren Komponenten. Die eigentliche Autodesk-Inventor-Software ist ein 3D-Modellierpaket mit der Möglichkeit, parametrische 3D-Modelle und -Baugruppen zu erstellen. Davon können 2D-Zeichnungen abgeleitet und Animationen erstellt werden. Erweiterungen stellen für spezielle Anwendungen und Branchen leistungsfähige Extra-Funktionen zur Verfügung.
Mit Inventor Studio lassen sich fotorealistische 3D-Darstellungen ableiten.

## Umfang

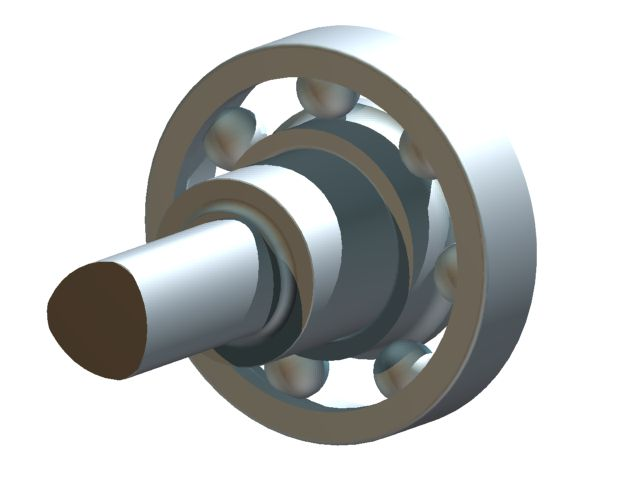
Gerenderter Wellenstumpf in Inventor Studio

### Bundling in Suiten
Autodesk Inventor wurde zwar lange alleine angeboten, aber meist in Paketen (engl.: Bundles) zusammen mit anderen Autodesk Lösungen verkauft. Ein solches Paket wurde von Autodesk als „Suite“ bezeichnet. Diese Suiten wurden bis ca. Version 2016 meist in drei Ausbaustufen angeboten (im Umfang ansteigend): Standard, Premium und Ultimate. Die Vielzahl von angebotenen Suiten und deren bis zu drei Ausbaustufen waren aber in Summe dadurch nicht sehr übersichtlich.
Das frühere Paket „Inventor Professional“ wurde einfach nur in „Inventor“ umbenannt und kann für sich alleine oder zusammen im Paket „Product Design & Manufacturing Collection“ gemietet werden. Das in der Funktionalität auf Einzelteile reduzierte „Inventor LT“ rundet nach unten ab.

### Inventorumfasst
- Autodesk Vault, ein PDM-System (Dokumenten- und Versionsverwaltung)
- Erstellen von Einzelteilen (engl.: Parts), Zusammenbau (engl.: Assembly) und Explosionsdarstellungen (eng.: Presentation)
- Komplettes Sortiment an Modellierfunktionen, optimiert für den allgemeinen Maschinenbau
- Eine umfangreiche, lokale Normteilebibliothek (DIN, ISO, ANSI etc.) (am PC oder im Firmennetz)
- Integrierter Zugriff auf umfangreiche, internetbasierte Kauf- und Normteilesammlung (Cadenas)
- Berechnungs- und Dimensionierungsfunktionen für Maschinenteile (Zahnräder, Lager, Federn, Schweißnähte etc.)
- Erstellen von 2D-Ableitungen (Zeichnungen) aus 3D-Einzelteilen, -Baugruppen und Explosionsdarstellungen
- Sämtliche verfügbaren Zeichnungs- und Bemaßungsfunktionen
- Leistungsfähiges Stücklistenmodul für bidirektional assioziative, strukturierte Stück- und Teilelisten
- Blechmodul, mit vielen speziellen Blechbearbeitungsbefehlen und einer Abwicklungsfunktion. Es können Bleche abgewickelt werden, die auf einer Kantbank, Biegemaschine oder Rollbiegemaschine herstellbar sind.
- Schweißmodul mit Nahtvorbereitung, Nahterzeugung und -nachbereitung und Mengenermittlung
- Gestellgenerator (für Stahlbau wie z. B. Maschinengestelle und Arbeitsplattformen)
- Inventor Studio, einen Renderer, um fotorealistische Bilder und vor allem auch komplexe Videosequenzen erstellen zu können

Folgende Module wurden früher als „Professional“ vermarkt und extra beworben:
- Ein (Finite-Elemente-Methode)-Modul für Festigkeits- und Verformungsberechnungen (bis IV2009: Einzelteile mit Ansys-FEM, seit IV2010 basierend auf der PlassoTech-Software auch auf Baugruppen)
- Berechnungsmodul für Durchbiegung- und Knickkräfte in Stahlbaukonstruktionen (aus Gestell- bzw. früher Rahmengenerator)
- Dynamische kinematische Simulation, erlaubt die Simulation dynamisch bewegter mechanischer Systeme mit Kräfte- und Beschleunigungsberechnungen.
- Kabel- und Leitungsmodul, für die automatisierte, auf Komponentenbibliotheken gestützte Modellerstellung für Rohr- und Schlauchleitungen sowie Kabel und Kabelbäume anhand von Verbindungslisten und räumlichen Routingvorgaben
- Ein Modul zum Konstruieren und Bearbeiten von Kunststoffspritzgussteilen (seit IV 2010)
- Der Zugriff auf die Moldflow-Datenbank (Moldflow), der weltweit größten Materialdatenbank für Spritzgussverfahren
- Das Modul Inventor Mold Design, mit dem vollständige Spritzgusswerkzeuge (Formen) incl. Angusskanälen, -stegen und Kühlkanälen erzeugt werden können

### Inventor LT
Eine preislich günstigere, in der Funktionalität eingeschränkte Version, ist die „Autodesk Inventor LT“ -Version: sie ist als ergänzender Arbeitsplatz in einem Konstruktionsteam konzipiert und auf das Erstellen von nur Einzelteilen und deren 2D-Ableitungen beschränkt. Baugruppen können nicht bearbeitet werden. Die Inventor-Funktionalität „Volumenkörper“ als Organisationshilfe ist möglich.

### Lösungen zur Datenverwaltung (EDM)
- Autodesk Vault dient der automatischen Verwaltung der vielen bei 3D-Konstruktionen anfallenden Daten und unterstützt den einzelnen Konstrukteur bis zum gesamten Konstruktionsteam. Es ist ein skalierbares, auf MS-SQL- und MS-IIS, Client-Server basierendes Verwaltungssystem in den Ausbaustufen ‚Vault Basic‘, ‚Vault Workgroup‘ und ‚Vault Professional‘. Vault kommuniziert sehr eng über das „Autodesk Inventor API Object Model“ mit der CAD-Umgebung.[2] ‚Vault Basic‘ wird im Standard-Lieferumfang zusammen mit dem kostenlosen „Microsoft SQL-Express Server“ bereits mitgeliefert, ist sehr leistungsfähig, bietet aber keine Einschränkung der Benutzerrechte auf z. B. Ordner oder Projekte. Ab der Ausbaustufe ‚Professional‘ können mehrere entfernte Standorte mit einem gemeinsamen Datenbestand und replizierten lokalen Daten synchronisiert werden („Standortübergreifende Replikation“). Vault wurde in der modernen .NET-Umgebung entwickelt und bietet eine sehr umfangreiche Anpassbarkeit mit z. B. Visual Studio, Visual Basic oder C#. Nahezu alle kundenspezifische Anpassungen können von einem Programmierer über diese API-Schnittstellen erstellt werden. Reicht der Leistungsumfang der MS-SQL-Express Datenbank nicht aus, so kann nach oben skaliert werden.
- Autodesk Productstream (bis Version 2009) wurde im Rahmen der Vereinheitlichung eingestellt und deren Funktionalität in ‚Vault Professional‘ übernommen.
- Autodesk Productstream Professional („PSP“), das frühere Compass der von Autodesk übernommenen AIM Systems, war eine PDM-Lösung für umfassende und angepasste Implementierungen wurde ab der Softwaregeneration 2011/2012 von „Vault Professional“ abgelöst. Die Funktionalitäten von ‚PSP‘ wurden in die Nachfolgeprodukte ‚Vault Collaboration und -Professional‘ übernommen.[3] „Compass“ und dessen Nachfolgeprodukt „PSP“ hatten eine proprietäre API, die bei den Softwareentwicklern für Anpassungen lange Zeit gerne genutzt wurde. Da die Compass- bzw. PSP-Produktfamilie in vielen großen Firmen erfolgreich implementiert war, wurde die Umstellung nicht schlagartig, sondern langsam über mehrere Softwaregenerationen durchgeführt.

## Versionen
Aktuell ist die Version Autodesk Inventor 2024, die zusammen mit AutoCAD 2024 und den AutoCAD Toolsets 2024 im Februar 2023 erschienen ist. Autodesk vergibt im Frühjahr eines Jahres die Versionsnummer des Folgejahres.
Ersterscheinung der Inventorversionen
Bei den Versionen 1 bis 10 standen bekannte Autonamen Pate für die interne Bezeichnung.
Ab der Version 11 (Faraday) sind es berühmte Pioniere, deren Namen mit der internen Bezeichnung geehrt wird.
| Release (Version) | interner Codename | Erschienen am | Wichtige Neuerungen in dieser Version |
| ----------------- | ----------------- | ------------- | --- |
| Inventor 1        | Mustang           | 20.09.1999    | |
| Inventor 2        | Thunderbird       | 01.03.2000    | |
| Inventor 3        | Camaro            | 01.08.2000    | |
| Inventor 4        | Corvette          | 01.12.2000    | |
| Inventor 5        | Durango           | 17.09.2001    | unterbrochene Ansicht |
| Inventor 5.3      | Prowler           | 30.01.2002    | |
| Inventor 6        | Viper             | 15.10.2002    | Bild in Skizze, Verdickung, Ausbruchansicht in Zeichnung |
| Inventor 7        | Wrangler          | 18.04.2003    | |
| Inventor 8        | Cherokee          | 15.10.2003    | |
| Inventor 9        | Crossfire         | 15.07.2004    | |
| Inventor 10       | Freestyle         | 06.04.2005    | |
| Inventor 11       | Faraday           | 06.04.2006    | |
| Inventor 2008     | Goddard           | 26.03.2007    | Gestellgenerator (vorher Rahmengenerator), Bemaßung in der Isometrie, automatische Materialzuordnung bei Schraffur, Blech: Modifikation an der Abwinkelung, Blech: Biege- und Stanztabelle, neben IDW nun auch DWG-Format für 2D, Skalieren und Strecken in Skizzen, komplexe Geometrien mit „Shape-Design“, Analysetools, automatische Übernahme von Abhängigkeiten zu Gelenken bei Simulation, FEM auf dünnwandige Bleche, Generator für Kettenantriebe, Biegung auf gesamte Bauteile |
| Inventor 2009     | Tesla             | 24.03.2008    | echte 64-bit-Unterstützung (Windows XP64 und Vista64), Baugruppen-Ersatzdarstellung durch vereinfachte Bauteile („LOD = level of detail“), übersichtlichere Darstellung der Abhängigkeiten in der Skizze, Texte an Bögen und Kreisen, intuitive Steuerung der Ansicht mit Ansichtswürfel („Viewcube“), nativer 3D-Datenimport (direkt aus Pro/E, SolidWorks und NX von UG, bidirektional zu Parasolid), 2D-Ausgabe auch als PDF mit Layerausgabe, Blechstile zentral im Stileditor, PEM-Normteile für Blechkonstruktionen, beschneiden von 2D-Ansichten durch Fenster, benutzerdefinierte Profile im Gestellgenerator, Spurausgabe bei Simulation |
| Inventor 2010     | Hopper            | 24.03.2009    | aufgabenabhängige Multifunktionsleiste, FEM-Modul, Formenbau-Modul, Einzelteile nun aus mehreren Körpern möglich, 3D-Silhouettenkurve (Formtrennung), Layoutentwurf in Skizzen, Blöcke in Skizzen, CATIA V4+V5 und JT-Translator, Baugruppenordner im Browser, Inhaltscenter-Normteile nun unabhängig von Vault, Blech: Rollformung und Auftrennung, Schweißen: Kelch- und Kehlnähte, Stücklistenverwaltung stark erweitert, technische Kunststoffelemente, Konturvereinfachung („Shrink-Wrap“) von Baugruppen zu reduzierten Einzelteilen, BKS                                                                                                   |
| Inventor 2011     | Sikorsky          | 25.03.2010    | Direktbearbeitung, dynamische Eingabe (Skizze), Zusammenfügen, iCopy, iLogic |
| Inventor 2012     | Brunel            | 21.03.2011    | Inventor-Fusion, schnellere Zeichnungsansichten, einfaches direktes Ändern von Modellgeometrie durch „Inventor Fusion“ unabhängig von der Herkunft des Modells, integriertes Raytracing, G2-stetige Rundungen, dynamischer Schnitt, Multicore-Unterstützung für Zeichnungsansichten |
| Inventor 2013     | Goodyear          | 27.03.2012    | Autodesk 360 Cloud-services, erweiterte Nutzung von erstellten Konstruktionen, Produktivitätsverbesserungen, reibungslose Einarbeitung für Einsteiger und erfahrene Anwender |
| Inventor 2014     | Franklin          | 27.03.2013    | neu: Express-Modus zum schnelleren Öffnen von großen Baugruppen, neu: 3D-Abhängigkeit „spiegelbildlich“ im Zusammenbau (IAM), schnelle 2D-Ansichtsdarstellung als nur „Rasteransicht“ (IDW), Connection, Unterstützung von Windows 8 (64 und/oder 32 bit) und Windows 7 (64 und/oder 32 bit), Windows Vista wird nicht mehr unterstützt und Windows XP eingeschränkt (32 bit leicht eingeschränkt, WinXP-64 wird nicht mehr unterstützt), Multicore-Unterstützung in FEM-Analysen |
| Inventor 2015     | Dyson             | 27.03.2014    | Blechschnitt senkrecht zur Blechoberfläche, Freiform-Modellierung, direkte Bearbeitung von Geometrie, anpassbare Startseite |
| Inventor 2016     | Shelby            | 28.03.2015    | Any-CAD, AutoCAD Electrical und Inventor Interoperabilität, Erzeugen von Grundkörpern, 3D-Druck Umgebung |
| Inventor 2017     | Enzo              | 01.04.2016    | Bauteilerzeugung, Formgenese, Mesh-Kontrolle |
| Inventor 2018     | Omega             | 21.03.2017    | 3D Anmerkungen, ANYCAD für Inventor, Verbesserung des Messwerkzeugs |
| Inventor 2019     | Zora              | 09.04.2018    | Performanceverbesserungen |
| Inventor 2020     | Senna             | 06.04.2019    | Einführung read-only Mode, iLogic Verbesserungen |
| Inventor 2021     | Ada               | 31.03.2020    | Performanceverbesserungen für große Baugruppen, Verbesserungen beim Gestellgenerator und Zeichnungserstellung |
| Inventor 2022     | Ren               | 06.04.2021    | Verbesserungen bei der Leistung, Automatisierung und den wichtigsten Modellierungsarbeitsabläufen. Inventor 2022 verbindet außerdem mit der Autodesk Cloud. |
| Inventor 2023     |                   | 28.03.2022    | |
| Inventor 2024     |                   | 16.02.2023    | |
| Inventor 2025     |                   | 27.03.2024    | Erweiterungen in der Teile- und Baugruppenmodellierung, Blechbearbeitung, Zeichnungen und Interoperabilität so wie mehr als 1330 Fehlerbehebungen. |

## Lizenzierung, kommerzielle Nutzung
Autodesk verkauft, so wie fast alle anderen Softwarehersteller, keine Software. Es wird nur die Nutzung der Software an den Endkunden „lizenziert“. Der Endkunde kauft also eine „Lizenz zur Nutzung“, aber der Besitzer der Software bleibt dabei immer der Hersteller. Zur Lizenzierung der Software gibt oder gab es folgende Möglichkeiten:
- Mietmodell: Das für Autodesk wichtigste Verfahren ist das Mietmodell (Autodesk-Begriff dafür ist: „Subscription“). Für den kommerziellen Einsatz in Firmen werden (je nach Produkt) monatliche, jährliche und dreijährliche Abrechnung angeboten.[11] Dieses Lizenzmodell ersetzt ab dem Jahr 2016 die dauerhaften (engl.: perpetual) Lizenzen[12]. Mit Einführung des Mietmodells wurde Schritt um Schritt die Umstellung der Lizenzierung auf den Anmeldenamen des Benutzers umgestellt. Dazu muss zur Installation eine Internetverbindung bestehen. Der Kopierschutz prüft in regelmäßigen Abständen die Rechtmäßigkeit der Lizenz. In den aktuellen Systemanforderungen[13] wird darauf hingewiesen, dass eine Internetverbindung für die Lizenzierung notwendig ist.
- Einzelplatzlizenz (SLM = Single License Manager): Das Lizenzmodell der permanenten, PC-gebundenen Lizenz war lange Zeit der Regelfall für den kommerziellen Einsatz in Firmen. Die Software wurde lokal installiert und die Nutzung der Lizenz war an die Hardware dieses individuellen PCs gebunden. Die Freischaltung erfolgte im Regelfall über Internetzugriff, konnte aber auch per Mail oder (wohl sehr selten) auf dem Post- oder Faxweg erfolgen. Der Benutzer musste dabei der länderübergreifenden Nutzung seiner persönlichen Daten zustimmen. Wurde der PC (planmäßig) ersetzt, so konnte diese Lizenz mit einem „Lizenzmanager“ bei Autodesk „geparkt“ werden und konnte dann auf den neuen PC entsprechend übertragen werden. Diese Lizenzübertragung konnte jedoch nicht dazu verwendet werden, regelmäßig zwischen zwei oder mehr PCs eine Lizenz nach Bedarf zu verschieben. Die Nutzung einer in Deutschland gekauften Lizenz ist in Deutschland und in der EU erlaubt. Die Nutzung in anderen Ländern war im Lizenzvertrag gesondert geregelt. Mit der Umstellung von permanenter Lizenz auf Miete in den Jahren 2013 bis 2020 wurde das SLM-Verfahren bei Neulizenzen eingestellt und wird nur noch für ausgelaufene Wartungsverträge, die nicht auf Miete umgestellt wurden, aufrechterhalten.
- Netzwerklizenz (NLM = Network Licence Manager): Die Software konnte auf einer beliebigen Anzahl von PCs im Firmennetzwerk des Endkunden oder der Bildungseinrichtung installiert werden. Auf einem zentralen Lizenzserver (Windows oder Linux) wurde über einen speziellen Lizenzmanager eine bestimmte Anzahl von Lizenzen zur Verfügung gestellt. Auf den einzelnen Arbeitsplätzen ließ sich dann die Software starten. Wurde die maximale Anzahl der gekauften Lizenzen erreicht, so erschien beim Startversuch eine entsprechende Meldung und die Software konnte auf diesem PC erst wieder gestartet werden, wenn zwischenzeitlich an einem anderen PC die Software beendet wurde. Auf Grund der damit besserer Ausnutzung der zur Verfügung gestellten Lizenzen (Krankheit, Urlaub, Besprechung etc.) waren NLM-Lizenzen bei Autodesk teurer als SLM-Lizenzen. Für eine Nutzung der Software auf einem Laptop außerhalb des Firmennetzwerkes (ohne VPN-Verbindung) konnte die Lizenz auf diesem Laptop für eine begrenzte Zeit „ausgeliehen“ werden. Ging der Laptop verloren (Diebstahl, Verlust, Defekt), so erschien nach Ablauf der voreingestellten Ausleihfrist diese Lizenz automatisch wieder im Firmennetzwerk. Bestand eine VPN-Verbindung vom externen PC oder Laptop zum Firmennetz (mit dem Lizenzserver), so konnte vom Mitarbeiter dieser Firma eine Lizenz gestartet werden. Mit dem NLM-Lizenzmodell wurde zuverlässig und sicher eine (strafrechtlich relevante) Unterlizenzierung vermieden: Es konnte nicht „aus Versehen“ zu viele Lizenzen widerrechtlich genutzt werden. Auch das NLM-Verfahren wurde im Rahmen der Umstellung auf das Mietmodell abgelöst.
- Softwarepiraterie: Autodesk lässt sich für den Fall von unberechtigt genutzter Software durch die Business Software Alliance, kurz BSA, vertreten, behält sich aber auch eigene Prüfungen beim Kunden vor.

Kritik: ein Kunde mit mehreren SLM-Lizenzen kann sehr schnell, auch ohne besondere böse Absicht, zu viele Lizenzen aktivieren. Eine saubere Buchführung (modern: „Lizenzmanagement“) über die eingesetzten Versionen auf den jeweiligen PCs ist daher empfehlenswert!
Des Weiteren aktiviert Autodesk seit 1. September 2019 keine Versionen mehr, die vor 2011 erschienen sind.
Ab 1. April 2021 werden keine Versionen mehr aktiviert, die älter sind als die jeweils gültigen 5 Vorgängerversionen.

## Nichtkommerzielle Schulversionen
Autodesk bietet, wie fast alle namhaften Softwarehersteller, für den Einsatz zur Forschung und Lehre an Schulen (Haupt-, Real-, Gymnasial-, Fach- und Berufsschulen), Universitäten, zum Studium und kursbegleitet zu Schulungen kostenlose Schulversionen an. Denen gemeinsam ist immer jeglicher Ausschluss einer kommerziellen, also gewinnbringenden Tätigkeit. Vom Funktionsumfang sind diese identisch mit der jeweils größten kommerziellen Vollversion, aber in der Laufzeit begrenzt. Früher wurde beim Speichern und beim Ausdrucken eine (für den Schulbetrieb vollkommen unerhebliche) nicht entfernbare Kennung in die Datei und in die ausgedruckte Zeichnung eingefügt. Ab der Version 2013 verzichtet Autodesk auf diese Kennzeichnung. Trotzdem wird dringend davon abgeraten, 3D-Einzelteile in kommerzielle 3D-Zusammenbauten einzufügen. Bezugsberechtigt sind Schüler an oben genannten öffentlichen Schulen, Studenten, Auszubildende, Teilnehmer an IHK-, HK-Meisterkursen, Volkshochschulen (VHS) und Dozenten. Diese können die Software (Umfang ca. 6–20 GB) beim Hersteller kostenlos herunterladen. Die Software muss über das Internet persönlich registriert und auch aktiviert werden. Die Laufzeit ist auch hier auf 12 Monate begrenzt.
Anerkannte Schuleinrichtungen in staatlicher Trägerschaft können Schullizenzen (in 125er Lizenzschrittgrößen) als Standalone (SLM: auf den PC gebunden) oder auch als NLM (Netzwerklizenz) im Unterricht kostenlos einsetzen. Auch diese Schullizenzen sind mittlerweile auf ein Jahr Laufzeit begrenzt.

## Schulungsunterlagen
Direkt aus Inventor heraus kann auf die umfangreiche Onlinehilfe zugegriffen werden. Ebenso gibt es auf Grund der guten Verbreitung von Inventor von vielen namhaften Verlagen eine Vielzahl von Büchern unter den Schlagworten „Autodesk Inventor“. Bei bekannten Videostreaming-Diensten und anderen Bezugsquellen gibt es für Anwender, die nicht gerne lesen, auch viele kürzere oder längere kostenlose und käufliche zeitgemäße Videotrainings.